# 隐子芥属
隐子芥属（学名：Cryptospora）是十字花科下的一个属，为一年生直立草本植物。该属共有2种，分布于中亚。